# Brzotínske skaly
Brzotínske skaly este o arie protejată (arie specială de conservare — SAC, sit de importanță comunitară — SCI) din Slovacia întinsă pe o suprafață de 436,29 ha, integral pe uscat.

## Localizare
Centrul sitului Brzotínske skaly este situat la coordonatele 48°35′54″N 20°29′22″E / 48.598333°N 20.489444°E.

## Înființare
Situl Brzotínske skaly a fost declarat sit de importanță comunitară în aprilie 2004 pentru a proteja 2 specii de plante și 13 specii de animale. Situl a fost protejat și ca arie specială de conservare în martie 2004.

## Biodiversitate
Situată în ecoregiunea alpină, aria protejată conține 12 habitate naturale: Tufărișuri subcontinentale peripanonice, Pajiști stepice subpanonice, Pajiști carstice calcaroase sau bazofile, de Alysso-Sedion albi, Păduri pe pante, grohotișuri și ravene de Tilio-Acerion, Pajiști panonice carstice (Stipo-Festucetalia pallentis), Pajiști uscate seminaturale și facies de acoperire cu tufișuri pe substraturi calcaroase (Festuco-Brometalia) (* situri importante pentru orhidee), Păduri panonice cu Quercus pubescens, Păduri de fag Asperulo-Fagetum, Pante stâncoase calcaroase cu vegetație casmofită, Păduri de fag din Europa Centrală dezvoltate pe sol calcaros cu Cephalanthero-Fagion, Peșteri inaccesibile publicului, Grohotișuri medio-europene calcaroase, de la nivel colinar și montan.
La baza desemnării sitului se află mai multe specii protejate:
- plante (2): papucul doamnei (Cypripedium calceolus), sisinei (Pulsatilla grandis)
- păsări (2): Calcarius lapponicus, șoim dunărean (Falco cherrug)
- amfibieni (1): izvoraș-cu-burta-galbenă (Bombina variegata)
- mamifere (6): liliac cârn (Barbastella barbastellus), râs eurasiatic (Lynx lynx), liliac de iaz (Myotis dasycneme), liliac comun (Myotis myotis), liliacul mare cu potcoavă (Rhinolophus ferrumequinum), liliacul mic cu potcoavă (Rhinolophus hipposideros)
- nevertebrate (4): Duvalius hungaricus, Leptidea morsei, rădașcă (Lucanus cervus), Stenobothrus eurasius

Pe lângă speciile protejate, pe teritoriul sitului au mai fost identificate 34 de specii de plante, 2 specii de amfibieni, 7 specii de mamifere, 1 specie de nevertebrate, 2 specii de reptile.